# Десмостилии

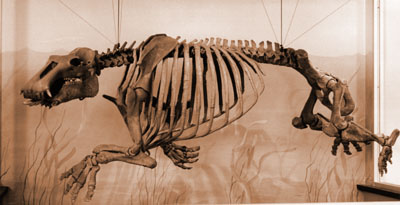
Скелет палеопарадоксии

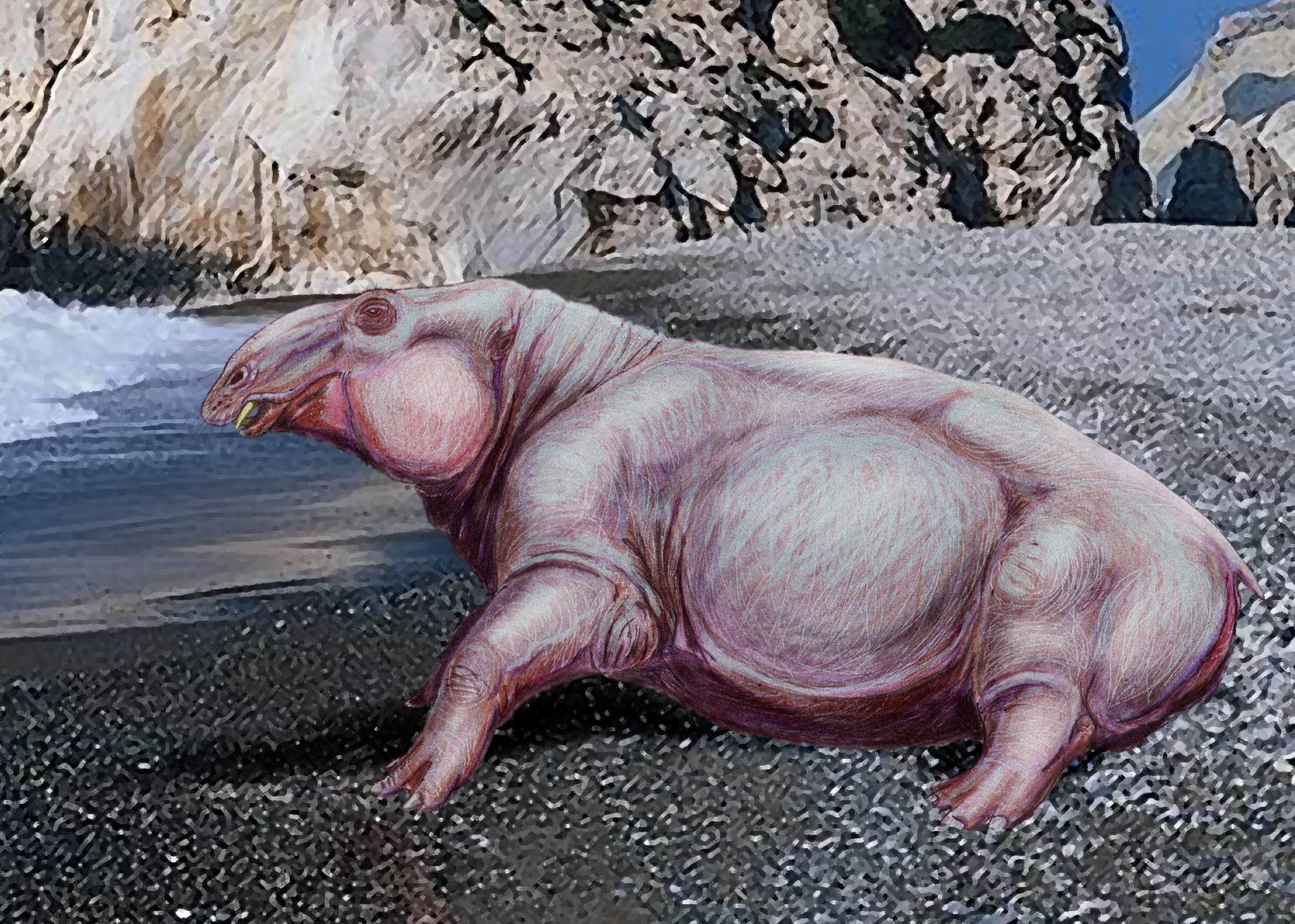
Desmostylus hesperus — верхний миоцен Калифорнии и Сахалина

Десмости́лии (лат. Desmostylia) — отряд вымерших морских млекопитающих, живших в олигоцене — миоцене (33,9—5,333 млн лет назад).

## Описание
Обитавшие по берегам Тихого океана десмостилии имели две пары конечностей и могли передвигаться как по воде, так и по суше. По суше они передвигались очень неуклюже, так как их конечности были широко расставлены в стороны. С другой стороны, существуют альтернативные реконструкции палеопарадоксии как пальцеходящего животного. В воде гребли преимущественно передними ногами, как белые медведи. По-видимому, обитали в эстуариях рек, питались водорослями. Длина черепа наиболее крупных видов (например, Desmostylus hesperus) доходила до 90 см, длина Desmostylia достигала 1,8 м, масса — более 200 кг. Животные, вероятно, растительноядные. Строение их коренных зубов крайне необычно (из слившихся вместе эмалевых цилиндров).
Останки десмостилий обнаружены в Калифорнии и в Японии, а также на Камчатке и Сахалине.

## Систематика
Положение отряда неоднозначно. Первоначально десмостилий считали родственниками однопроходных. Позднее удалось доказать их близость к примитивным хоботным и сиренам — афротериям. Сходство со слонами заметно в наличии увеличенных верхних и нижних резцов, но увеличены и клыки (в отличие от хоботных). Однако в 2014 году коллектив учёных во главе с Cooper включил десмостилий в стволовую группу непарнокопытных (тотальная группа Panperissodactyla), т. е. в состав лавразиатерий.

### Классификация
По данным сайта Paleobiology Database, на декабрь 2019 года к отряду относят следующие вымершие таксоны до рода включительно:
- Роды incertae sedis
  - Род Behemotops Domning et al., 1986 — Бегемотопсы[1][5]
  - Род Jamilcotatus Aranda-Manteca & Barnes, 1998
  - Род Kronokotherium Pronina, 1957
  - Род Seuku Beatty & Cockburn, 2015
- Семейство Desmostylidae Osborn, 1905 — Десмостилиды
  - Род Ashoroa Inuzuka, 2000
  - Род Cornwallius Hay, 1923 — Корнволлии[5]
  - Род Desmostylus Marsh, 1888 — Десмостилюсы, или десмостилы
  - Род Ounalashkastylus Chiba et al., 2016
  - Род Vanderhoofius Reinhart, 1959 — Вандерхуфии[5]
- Семейство Paleoparadoxiidae Reinhart, 1959
  - Род Archaeoparadoxia Barnes, 2013
  - Род Neoparadoxia Barnes, 2013
  - Род Paleoparadoxia Reinhart, 1959 — Палеопарадоксии